# Ryō Azumi
Ryō Azumi (あずみ 椋, Azumi Ryō), née en 1959 au Japon, est une mangaka japonaise dont les œuvres portent principalement sur la littérature norroise et la culture de l'Europe du Nord.

## Biographie
La première œuvre de Ryō Azumi est un fantasy qu'elle publie à 23 ans. Elle collabore ensuite à la revue Do-Jin-Shi. Sa première œuvre réputée est L'épée écarlate, sur la base des légendes nordiques et des Vikings. Elle illustre L'Anneau du Nibelung, l'opéra de Richard Wagner. Elle crée de nombreux Shojo historiques ou fantastiques. 
Elle avait rejeté le christianisme dans son adolescence, mais redécouvre la foi lors de Noël 1997. Elle enseigne dans une école d'art à Tokyo, et participe à la création de la Bible Manga, dont elle dessine quatre des six volumes. Les autres volumes de la Bible en manga sont illustrés par Kozumi Shinozawa. L'ensemble est traduit en vingt autres langues et publié à plusieurs millions d'exemplaires.

## Albums
Albums traduits en français :
- La Bible Manga, tome 1 : La Mutinerie, dessins de Ryō Azumi, textes de Hidenori Kumai, septembre 2010, BLF Éditions, 296 planches  (ISBN 978-2-910246-70-9).
- La Bible Manga, tome 2 : Les Magistrats, dessins de Ryō Azumi, textes de Hidenori Kumai, septembre 2011, BLF Éditions, 296 planches  (ISBN 978-2-362-49042-2).
- La Bible Manga, tome 3 : Les Messagers, dessins de Ryō Azumi, textes de Hidenori Kumai, septembre 2012, BLF Éditions, 296 planches  (ISBN 978-2-362-49085-9).
- La Bible Manga, tome 6 : Majesté, dessins de Ryō Azumi, BLF Éditions, 128 pages  (ISBN 978-2-362494-32-1).